# Медаль «За взятие штурмом Ахульго»
Медаль «За взятие штурмом Ахульго» — государственная награда Российской империи, учреждение которой было связано с Кавказской войной.

## Основные сведения
Медаль «За взятие штурмом Ахульго» предназначалась для награждения участников штурма Ахульго, который происходил с 12 июня по 22 августа 1839 года. Учреждена по указу Николая I от 5 сентября 1839 года.

## Порядок награждения
Медалью награждали принимавших участие в осаде и штурме аула Ахульго. Награждались все генералы, офицеры, нижние чины, как строевые, так и нестроевые, ополченцы, медики и священники. Награждались составы следующих воинских подразделений:
- Штаб Командования Кавказской линии
- Штаб 20-й пехотной дивизии
- Апшеронский 81-й пехотный полк
- Куринский 79-й пехотный полк
- Кабардинский 80-й пехотный полк
- Кавказский сапёрный батальон
- Артиллеристы 20-й и 19-й артиллерийских бригад
- Сводный линейный казачий полк
- Горцы Императорского Конвоя.

## Описание медали
Серебряная медаль, диаметр 25 мм. На лицевой стороне медали изображён вензель Николая I, над ним — Большая императорская корона. Вдоль бортика медали по кругу ряд мелких бус. На оборотной стороне медали горизонтальная надпись в четыре строки:
ЗА ВЗЯТІЕ
ШТУРМОМЪ
АХУЛЬГО
22АВ.1839Г.
По окружности вдоль бортика — ряд бус, аналогичный такому же, как и с лицевой стороны.
На Санкт-Петербургском монетном дворе всего было отчеканено 12 595 медалей в период с апреля по июнь 1840 года.
Известны также и другие варианты государственного чекана, отличающиеся рядом мелких деталей, в том числе числом бус. Известен также у этой медали и фрачный вариант. Диаметр 12 мм.

## Порядок ношения
Медаль имела ушко для крепления к колодке или ленте. Носить медаль следовало на груди. Лента медали — Георгиевская.

## Изображения медали

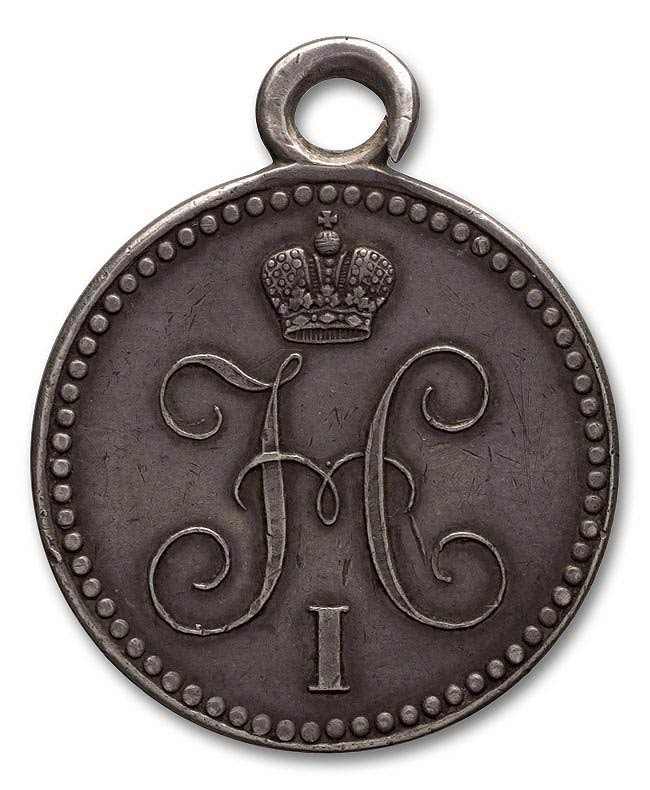
Аверс
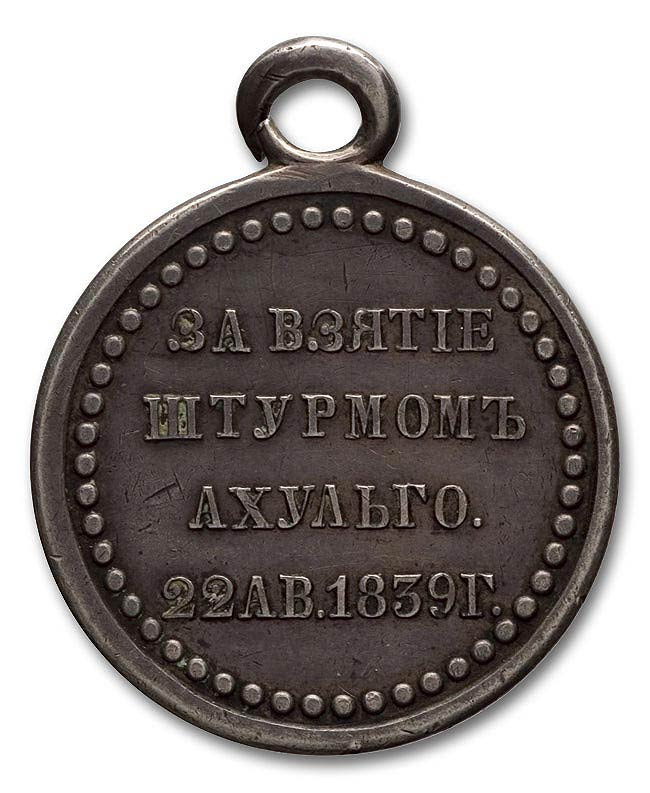
Реверс